# Gran Premio di Francia 1985
Il Gran Premio di Francia 1985 è stata la settima prova della stagione 1985 del Campionato mondiale di Formula 1. Si è corsa domenica 7 luglio 1985 sul Circuito Paul Ricard di Le Castellet. La gara è stata vinta dal brasiliano Nelson Piquet su Brabham-BMW; per il vincitore si trattò del tredicesimo successo nel mondiale. Ha preceduto sul traguardo il finlandese Keke Rosberg su Williams-Honda  e il francese Alain Prost su McLaren-TAG Porsche.
Si trattò del trentacinquesimo, e ultimo, successo nel mondiale di Formula 1 per una Brabham. Fu anche il primo successo di una vettura gommata Pirelli dal 1957.

## Vigilia

### Aspetti tecnici
La novità tecnica principale fu la Tyrrell 014. Per la prima volta la scuderia di Ken Tyrrell optava per un motore turbo, fornito dalla Renault, l'EF14bis. La monoposto era convenzionale, riprendendo molti concetti della 012. I condotti di aspirazione del turbo riprendevano il disegno di quelli della Ferrari. Per questa gara il nuovo modello era disponibile solo per Martin Brundle.
La McLaren, dopo alcuni test effettuati sul Circuito di Silverstone, scoprì che i problemi di funzionamento del suo propulsore erano dovuti all'impiego di un carburante difettoso, tanto che venne cambiato il fornitore. La vettura venne dotata anche di sospensioni a geometria modificata, che avrebbero dovuto eliminare i problemi di sottosterzo. Anche la Ferrari presentò nuove sospensioni anteriori, oltre che una nuova aerodinamica nella parte anteriore della carrozzeria, dove vennero praticate due aperture, per dar modo ai meccanici di operare più rapidamente sulle sospensioni. Sui motori BMW a disposizione della Brabham le turbine Garrett rimpiazzarono quelle fornite dalla KKK. La Brabham poteva, inoltre, contare su dei nuovi pneumatici anteriori, portati dalla Pirelli. Anche la Honda, fornitrice dei motori per la Williams, presentò alcune modifiche al suo propulsore, principalmente su componenti del turbo e degli intercooler.
Il costruttore tedesco Zakspeed presentò una nuova vettura, più rigida e più leggera. L'Alfa Romeo modificò gli estrattori inferiori, cosa che consentì di recuperare 12 chilogrammi di peso in meno.
La Renault affidò a Patrick Tambay il nuovo modello RE60B. Pur denominato come versione B del modello RE60, in realtà si trattava di una vettura molto diversa. Era stata modificata l'aerodinamica, con dei nuovi alettoni un musetto più affilato, e pontoni più bassi. Questo permetteva anche di ospitare un nuovo cambio, che poteva 5 o 6 marce a secondo dell'esigenze del tracciato. La vettura risultava molto alleggerita, solo 540 kg, dieci in meno del limite minimo concesso. La vettura poteva ospitare solo il motore denominato EF15.

### Aspetti sportivi
Rientrò in campionato, dopo aver saltato le due trasferte nordamericane, la scuderia tedesca Zakspeed.
La varicella debilitò Stefan Johansson, tanto che la Ferrari allertò il collaudatore, il britannico Johnny Dumfries. Lo svedese riuscì comunque a disputare regolarmente il weekend di gara. Anche gli altri piloti in dubbio per la gara, quelli contusi nel precedente Gran Premio di Detroit, ovvero Senna, Mansell e Prost, furono pronti per il gran premio.
A seguito delle difficoltà finanziarie in cui si dibatteva il circuito, Bernie Ecclestone si propose quale acquirente della struttura. Il proprietario, Patrick Ricard, risolse la situazione nominando Philippe Gurdjian quale nuovo direttore. Gurdjian, che era direttore di un'agenzia pubblicitaria, gestiva anche, assieme a Jean-Pierre Beltoise, la Noscar, struttura che organizzava il campionato francese per vetture turismo. Nominato anche organizzatore del Gran Premio di Francia, promosse degli importanti lavori di ammodernamento, dell'importo di 5 milioni di franchi francesi.

## Qualifiche

### Resoconto
Al venerdì Ayrton Senna colse il miglior tempo, nuovo record del tracciato, in 1'32"835, alla media oraria di 225,302. Il precedente limite risaliva al 1982, e apparteneva a René Arnoux (1'34"406). Alle spalle del brasiliano si pose Keke Rosberg, staccato di mezzo secondo. Il finlandese batté le due McLaren di Prost e Lauda. Sul lungo rettilineo del Mistral la punta di velocità più alta venne raggiunta dal pilota della Brabham Marc Surer, che toccò i 338 km/h. De Angelis chiuse sesto, alle spalle di Nelson Piquet, e accusò la Lotus di avere montato sulla sua vettura un motore già usato da Senna a Detroit.
La sorpresa negativa di giornata furono le Ferrari, che ottennero solo l'undicesimo e diciottesimo tempo. Non solo cedettero due motori, uno sulla vettura di Johansson e uno su quella di Alboreto, ma le monoposto non riuscivano ad avere la giusta aderenza. La colpa dei problemi di assetto venne data alle nuove sospensioni, tanto che si fece arrivare da Maranello dei pezzi più vecchi. Sulla Tyrrell di Brundle prese fuoco il nuovo motore turbo.
Nel corso delle libere del sabato mattina Nigel Mansell, giunto alla veloce curva Signes, subì lo scoppio della gomma posteriore destra. Il pilota britannico perse il controllo della sua Williams, che viaggiava a 330 km/h, sbatté contro le reti di protezione, rompendo entrambi gli assali della vettura. Uno pneumatico, staccatosi dalla scocca, colpì alla testa il pilota, che perse anche conoscenza. Portato, per accertamenti, a un ospedale di Marsiglia, gli venne riscontrata una commozione cerebrale, che lo costrinse a dare forfait. Tutti i piloti qualificati dietro di lui, scalarono di una posizione in avanti.
L'altro pilota della Williams, Rosberg, fu capace di strappare la pole position a Senna, abbassando il tempo record a 1'32"462. Senna cercò di tornare in testa, affrontando, in un suo tentativo veloce, la curva Signes in quinta marcia, ma ciò provocò l'esplosione del motore Renault. Risalì al terzo posto Michele Alboreto. Sulla Ferrari vennero rimontate le vecchie sospensioni, facendo subito recuperare competitività alla vettura italiana. Alboreto affermò che l'ideale sarebbe stato montare la sospensione vecchia all'avantreno, mantenendo quella nuova al posteriore.
Fu più sfortunato Johansson che ruppe tre motori in due giorni. Lo svedese dovette prima usare il muletto, poi attendere il ritorno ai box di Alboreto, per provare a migliorarsi, utilizzando la macchina del pilota italiano. A questo punto, però, si verificò un problema al cambio, con la quarta marcia bloccata. Johansson non riuscì a fare meglio del quindicesimo tempo.
Piquet portò la punta di velocità sul rettilineo del Mistral, a 341 kn/h, mentre si qualificò ultimo Stefan Bellof, rimasto l'unico pilota a non disporre di un motore turbo.
Quella di Rosberg fu la prima pole position per una vettura motorizzata dalla Honda dal Gran Premio d'Italia 1968, colta da John Surtees, su vettura costruita dalla casa giapponese.

### Risultati
I risultati delle qualifiche furono i seguenti:
| Pos | Nº | Pilota             | Costruttore            | Tempo    | Griglia |
| --- | -- | ------------------ | ---------------------- | -------- | ------- |
| 1   | 6  | Keke Rosberg       | Williams-Honda         | 1'32"462 | 1       |
| 2   | 12 | Ayrton Senna       | Lotus-Renault          | 1'32"835 | 2       |
| 3   | 27 | Michele Alboreto   | Ferrari                | 1'33"267 | 3       |
| 4   | 2  | Alain Prost        | McLaren-TAG Porsche    | 1'33"335 | 4       |
| 5   | 7  | Nelson Piquet      | Brabham-BMW            | 1'33"812 | 5       |
| 6   | 1  | Niki Lauda         | McLaren-TAG Porsche    | 1'33"860 | 6       |
| 7   | 11 | Elio De Angelis    | Lotus-Renault          | 1'34"022 | 7       |
| 8   | 5  | Nigel Mansell      | Williams-Honda         | 1'34"191 | NP      |
| 9   | 17 | Gerhard Berger     | Arrows-BMW             | 1'34"674 | 8       |
| 10  | 15 | Patrick Tambay     | Renault                | 1'34"680 | 9       |
| 11  | 16 | Derek Warwick      | Renault                | 1'34"976 | 10      |
| 12  | 18 | Thierry Boutsen    | Arrows-BMW             | 1'35"488 | 11      |
| 13  | 25 | Andrea De Cesaris  | Ligier-Renault         | 1'35"571 | 12      |
| 14  | 8  | Marc Surer         | Brabham-BMW            | 1'35"572 | 13      |
| 15  | 26 | Jacques Laffite    | Ligier-Renault         | 1'36"133 | 14      |
| 16  | 28 | Stefan Johansson   | Ferrari                | 1'36"140 | 15      |
| 17  | 22 | Riccardo Patrese   | Alfa Romeo             | 1'36"729 | 16      |
| 18  | 23 | Eddie Cheever      | Alfa Romeo             | 1'36"931 | 17      |
| 19  | 19 | Teo Fabi           | Toleman-Hart           | 1'37"142 | 18      |
| 20  | 9  | Manfred Winkelhock | RAM-Hart               | 1'37"654 | 19      |
| 21  | 3  | Martin Brundle     | Tyrrell-Renault        | 1'40"015 | 20      |
| 22  | 30 | Jonathan Palmer    | Zakspeed               | 1'40"289 | 21      |
| 23  | 10 | Philippe Alliot    | RAM-Hart               | 1'41"647 | 22      |
| 24  | 24 | Piercarlo Ghinzani | Osella-Alfa Romeo      | 1'42"136 | 23      |
| 25  | 29 | Pierluigi Martini  | Minardi-Motori Moderni | 1'44"350 | 24      |
| 26  | 4  | Stefan Bellof      | Tyrrell-Ford Cosworth  | 1'44"404 | 25      |

## Gara

### Resoconto
Ayrton Senna fu autore di una buona partenza, che però non gli permise di superare il poleman Keke Rosberg. Alain Prost partì, invece, male e si ritrovò solo settimo. Dietro a Senna si erano posti Nelson Piquet, Michele Alboreto, Elio De Angelis e Niki Lauda.
Al quinto giro si ritirarono sia Andrea De Cesaris, con un semiasse rotto, che Alboreto, che vide esplodere il motore della sua vettura alla Signes. Due giri dopo, sfruttando la competitività delle gomme Pirelli Piquet prese la posizione a Senna. Poco dopo anche Lauda scalò di una piazza, passando De Angelis.
Al decimo giro Senna fu costretto ai box col cambio bloccato in terza marcia. Il brasiliano sperò che la riparazione dei meccanici potesse consentirgli di rientrare in gara. Il giro successivo Piquet attaccò Rosberg alla Beausset con successo, portandosi al comando. Il pilota della Williams cercò il contrattacco alla curva Bendor, non fu capace di recuperare il primato. Nello stesso giro Prost passò De Angelis.
Piquet fu capace di mettere subito un certo margine tra lui e Rosberg che, dal suo canto, aveva una vettura che soffriva di mancanza di aderenza. Ciò permise alle due McLaren di avvicinarsi. Qualche giro dopo Rosberg, e il sopraggiungente Lauda, si trovarono a dovere doppiare Pierluigi Martini; il pilota della Minardi lasciò passare il primo, ma chiuse la traiettoria all'austriaco, che fu costretto a frenare bruscamente e passare sui cordoli per evitare il tamponamento. Questo permise a Prost di chiudere il margine su Lauda. Quando Martini fece passare Lauda non si avvide di Prost, che dovette fare uno scarto, anche lui, per evitare un incidente.
Dopo venti giri Piquet aveva un vantaggio di 9"5 su Rosberg che, a sua volta, aveva mezzo secondo di margine su Lauda, e un secondo pieno su Prost. De Angelis, quinto, era staccato di oltre diciassette secondi da Piquet, mentre Marc Surer, che chiudeva la zona dei punti, era a oltre 33 secondi dal suo compagno di scuderia. Un giro dopo Gerhard Berger, anche lui alle prese con il doppiaggio di Martini, finì per avere un contatto con il pilota italiano. I due piloti terminano nella via di fuga, costretti al ritiro.
Al ventinovesimo giro Senna, che era rientrato in pista, ma era lontano dalla zona dei punti, vide esplodere il suo motore alla Signes. Questo fece cadere dell'olio sulle gomme posteriori della monoposto: la vettura andò in testacoda e terminò la sua corsa contro le barriere. Il brasiliano uscì dalla sua Lotus incolume.
Due giri dopo anche Lauda dovette abbandonare la gara, per un problema al cambio, sul rettilineo della Bretelle. Nei giri successivi Prost si avvicinò ancora a Rosberg, non riuscendo a passarlo. Al trentasettesimo giro Stefan Johansson entrò in zona punti, passando Tambay. Due giri dopo Prost riuscì, infine, a passare il finlandese, alla S de la Verriere.
Prost, ora secondo, e che aveva un ritardo di 17 secondi da Piquet, era in grado di guadagnare un secondo a giro sul brasiliano. Rosberg passò ai box per un cambio degli pneumatici, scalando così quarto, alle spalle di De Angelis. Anche Surer decise per un cambio gomme: lo svizzero scese in ottava posizione. Questa scelta del compagno di team spinse Piquet a ridurre il ritmo, per conservare le sue gomme. Il margine su Prost si ridusse a 11 secondi.
Rosberg recuperò, al quarantaquattresimo giro, la posizione su De Angelis. Prost, che al cinquantesimo giro aveva ridotto a meno di 10 secondi lo svantaggio sul primo, si vide limitato da un malfunzionamento del motore. A ogni rallentamento il motore perdeva potenza; questo costringeva il francese a tenere l'acceleratore aperto, anche in frenata e al momento del cambio delle marce. Questo problema, oltre a togliere al transalpino qualsiasi possibilità di vittoria, permise a Rosberg di ritornare vicino, tanto da strappargli la seconda posizione, all'ultimo giro, sul rettilineo del Mistral. Pochi secondi dopo anche De Angelis si vide passare, da Johansson, alla Signes, per il quarto posto. Sulla Lotus del pilota romano si era verificata una perdita di sovralimentazione del turbo.
Nelson Piquet si aggiudicò la gara; fu la prima vittoria della stagione per lui e per la Brabham. Per la scuderia britannica fu il trentacinquesimo, e ultimo successo, in una gara valida quale prova del mondiale (oltre che il centoventesimo podio). Fu anche la prima vittoria per una vettura gommata dalla Pirelli dal Gran Premio d'Italia 1957 (Stirling Moss su Vanwall). Rosberg conquistò, per la prima volta in carriera, un giro veloce in gara.

### Risultati
I risultati del gran premio furono i seguenti:
| Pos | Nº | Pilota             | Costruttore            | Giri | Tempo/Ritiro                        | Griglia | Punti |
| --- | -- | ------------------ | ---------------------- | ---- | ----------------------------------- | ------- | ----- |
| 1   | 7  | Nelson Piquet      | Brabham-BMW            | 53   | 1h31'46"266                         | 5       | 9     |
| 2   | 6  | Keke Rosberg       | Williams-Honda         | 53   | + 6"660                             | 1       | 6     |
| 3   | 2  | Alain Prost        | McLaren-TAG Porsche    | 53   | + 9"285                             | 4       | 4     |
| 4   | 28 | Stefan Johansson   | Ferrari                | 53   | + 53"491                            | 15      | 3     |
| 5   | 11 | Elio De Angelis    | Lotus-Renault          | 53   | + 53"690                            | 7       | 2     |
| 6   | 15 | Patrick Tambay     | Renault                | 53   | + 1'15"167                          | 9       | 1     |
| 7   | 16 | Derek Warwick      | Renault                | 53   | + 1'44"212                          | 10      |       |
| 8   | 8  | Marc Surer         | Brabham-BMW            | 52   | + 1 giro                            | 13      |       |
| 9   | 18 | Thierry Boutsen    | Arrows-BMW             | 52   | + 1 giro                            | 11      |       |
| 10  | 23 | Eddie Cheever      | Alfa Romeo             | 52   | + 1 giro                            | 17      |       |
| 11  | 22 | Riccardo Patrese   | Alfa Romeo             | 52   | + 1 giro                            | 16      |       |
| 12  | 9  | Manfred Winkelhock | RAM-Hart               | 50   | + 3 giri                            | 19      |       |
| 13  | 4  | Stefan Bellof      | Tyrrell-Ford Cosworth  | 50   | + 3 giri                            | 25      |       |
| 14  | 19 | Teo Fabi           | Toleman-Hart           | 49   | Sistema di pressione carburante     | 18      |       |
| 15  | 24 | Piercarlo Ghinzani | Osella-Alfa Romeo      | 49   | + 4 giri                            | 23      |       |
| Rit | 3  | Martin Brundle     | Tyrrell-Renault        | 32   | Cambio                              | 20      |       |
| Rit | 1  | Niki Lauda         | McLaren-TAG Porsche    | 30   | Cambio                              | 6       |       |
| Rit | 12 | Ayrton Senna       | Lotus-Renault          | 26   | Motore/Incidente                    | 2       |       |
| Rit | 17 | Gerhard Berger     | Arrows-BMW             | 19   | Collisione con P. Martini           | 8       |       |
| Rit | 29 | Pierluigi Martini  | Minardi-Motori Moderni | 19   | Collisione con G. Berger            | 24      |       |
| Rit | 10 | Philippe Alliot    | RAM-Hart               | 8    | Sistema di pressione del carburante | 22      |       |
| Rit | 30 | Jonathan Palmer    | Zakspeed               | 6    | Motore                              | 21      |       |
| Rit | 27 | Michele Alboreto   | Ferrari                | 5    | Problemi al turbo                   | 3       |       |
| Rit | 25 | Andrea De Cesaris  | Ligier-Renault         | 4    | Trasmissione                        | 12      |       |
| Rit | 26 | Jacques Laffite    | Ligier-Renault         | 2    | Problemi al turbo                   | 14      |       |
| NP  | 5  | Nigel Mansell      | Williams-Honda         | 0    | Infortunio                          |         |       |

## Classifiche Mondiali

### Piloti
| Pos. | Pilota            | Punti |
| ---- | ----------------- | ----- |
| 1    | Michele Alboreto  | 31    |
| 2    | Elio De Angelis   | 26    |
| 3    | Alain Prost       | 26    |
| 4    | Keke Rosberg      | 18    |
| 5    | Stefan Johansson  | 16    |
| 6    | Patrick Tambay    | 11    |
| 7    | Nelson Piquet     | 10    |
| 8    | Ayrton Senna      | 9     |
| 9    | Thierry Boutsen   | 6     |
| 10   | Nigel Mansell     | 5     |
| 11   | Stefan Bellof     | 4     |
| 12   | René Arnoux       | 3     |
| 13   | Niki Lauda        | 3     |
| 14   | Andrea De Cesaris | 3     |
| 15   | Jacques Laffite   | 2     |
| 16   | Derek Warwick     | 2     |

### Costruttori
| Pos | Team                  | Punti |
| --- | --------------------- | ----- |
| 1   | Ferrari               | 50    |
| 2   | Lotus-Renault         | 35    |
| 3   | McLaren-TAG Porsche   | 29    |
| 4   | Williams-Honda        | 23    |
| 5   | Renault               | 13    |
| 6   | Brabham-BMW           | 10    |
| 7   | Arrows-BMW            | 6     |
| 8   | Ligier-Renault        | 5     |
| 9   | Tyrrell-Ford Cosworth | 4     |